# Макклендон, Сара
Сара Макклендон (англ. Sarah McClendon; 8 июля 1910 года, Тайлер, штат Техас, США — 8 января 2003 года) — американская политическая журналистка.
Окончила школу журналистики Университета Миссури (1931), работала в местных газетах. В 1942 г. поступила на военную службу, получила воинское звание лейтенанта и работала в пресс-службе Главного военного врача США. В 1943 г. вступила в недолго продлившийся брак с сослуживцем и в следующем году родила дочь, после чего вышла в отставку и осела в Вашингтоне, в 1946 г. основала собственное небольшое новостное агентство McClendon News Service.
На протяжении более 50 лет постоянно участвовала в пресс-конференциях Президентов США в Белом доме, прославившись острыми, а иногда и резкими вопросами. Этот опыт Макклендон собран и обобщён в её книгах «Мои восемь президентов» (англ. My eight presidents; 1978) и «Мистер президент, мистер президент!: Мои 50 лет в освещении жизни Белого дома» (англ. Mr. President, Mr. President! : my 50 years of covering the White House; 1996).